# Senon
|  | Per a altres significats, vegeu «Senon (Mosa)». |

Senon (en francès Cenon) és un municipi francès situat al departament de la Gironda i a la regió de la Nova Aquitània. L'any 1999 tenia 21.283 habitants.

## Demografia
| Evolució de la població Ehess i INSEE |      |       |       |       |       |       |       |       |
| 1793                                  | 1800 | 1806  | 1821  | 1831  | 1836  | 1841  | 1846  | 1851  |
| 1 395                                 | 568  | 1 329 | 1 437 | 1 805 | 2 033 | 2 607 | 3 281 | 4 022 |

| 1856  | 1861  | 1866 | 1872 | 1876  | 1881  | 1886  | 1891  | 1896  |
| ----- | ----- | ---- | ---- | ----- | ----- | ----- | ----- | ----- |
| 5 686 | 6 817 | 848  | 970  | 1 080 | 1 264 | 1 767 | 2 199 | 2 587 |

| 1901  | 1906  | 1911  | 1921  | 1926  | 1931  | 1936   | 1946   | 1954   |
| ----- | ----- | ----- | ----- | ----- | ----- | ------ | ------ | ------ |
| 3 556 | 3 817 | 4 806 | 6 650 | 8 153 | 9 700 | 10 087 | 10 051 | 10 747 |

| 1962   | 1968   | 1975   | 1982   | 1990   | 1999   | 2006 | 2011 | 2016 |
| ------ | ------ | ------ | ------ | ------ | ------ | ---- | ---- | ---- |
| 13 821 | 17 713 | 24 769 | 23 520 | 21 363 | 21 283 | -    | -    | -    |

| 2019 | - | - | - | - | - | - | - | - |
| ---- | - | - | - | - | - | - | - | - |
| -    | - | - | - | - | - | - | - | - |

## Administració
| Període | Identitat   | Partit |
| ------- | ----------- | ------ |
| 2001-   | Alain David | PS     |

## Agermanaments
- Laredo

## Personatges il·lustres
- Bernard Darniche, pilot de ral·lis.
- Jérôme Fernandez, jugador d'handbol